# Pablo Ortiz
Pablo Ortiz (Estado de Nueva York, 25 de enero de 1952 - Nueva York, 11 de septiembre de 2001) fue un ex Navy SEAL y superintendente de construcción estadounidense que trabajaba para la Autoridad Portuaria de Nueva York, la agencia que administraba el World Trade Center, y se le atribuye haber jugado un papel central en el rescate de decenas de personas que quedaron atrapadas en los ascensores de la Torre Norte después del choque del vuelo 11 de American Airlines que pilotaba Mohamed Atta. Los supervivientes describen haberlo visto por última vez subir una escalera para abrir más ascensores con su amigo Frank De Martini.
De Martini, Ortiz, Pete Negron y Carlos da Costa, tenían sus oficinas en el piso 88 de la Torre Norte, la primera en ser atacada la mañana del 11 de septiembre de 2001. El grupo había llegado pronto ese día a la torre y compartieron un café con Nicole, la mujer de Frank, que también trabajaba en el WTC como inspectora de estructuras en una firma ingeniera.
Cuando a las 8:46 el vuelo 11 choca contra la Torre Norte, lo hace de pleno sobre la planta 93, cinco pisos por encima de su oficina. El impacto hirió a algunos compañeros de su piso. La fuerza del golpe derribó estanterías, dañó los marcos de las puertas, que quedaron atascadas y torcidas, e impidió la bajada por dos de las escaleras de emergencia. Ortiz, De Martini, Negron y Carlos da Costa determinaron que solo se podía acceder a una escalera, después de limpiar algunos escombros. Después de enviar a los ocupantes de su piso por esa escalera a un lugar seguro, se dispusieron a rescatar a más personas del piso superior, como fueron los trabajadores de MetLife.
Ortiz, De Martini, da Costa y Negron murieron puesto que se mantuvieron en los pisos superiores tratando de sacar a la mayoría de personas atrapadas en la torre para que pudieran salir. Fallecieron cuando el edificio se derrumbó a las 10:28 horas.
En agosto de 2003, las autoridades publicaron muchas transcripciones de las llamadas telefónicas al 911 y de las radios de los equipos de socorro. El resumen de Jim Dwyer de esas transcripciones describió, en detalle, los actos heroicos de Ortiz, De Martini y sus colegas. Dwyer finalmente escribió un libro sobre el colapso donde escribió que "hicieron retroceder la línea fronteriza entre la vida y la muerte a favor de los vivos".